# Site de la collision aérienne du Grand Canyon
Le site de la collision aérienne du Grand Canyon, ou 1956 Grand Canyon TWA-United Airlines Aviation Accident Site en anglais, est le site du comté de Coconino, en Arizona, au-dessus duquel a eu lieu la collision aérienne du Grand Canyon le 30 juin 1956. Protégé au sein du parc national du Grand Canyon, il est inscrit au Registre national des lieux historiques et classé National Historic Landmark depuis le 22 avril 2014.